# Кам'яний Міст (село, Первомайський район)
Кам'яний Міст — село в Україні, у Кам'яномостівській селищній громаді Первомайського району Миколаївської області. Населення становить 1092 особи.
Розташоване за 20 км на південь від районного центру. Залізнична станція на лінії Борщі — Підгородня.

## Історія
В околицях села знайдені знаряддя праці епохи бронзи (III—I тисячоліття до н. е.), розкопані кургани з похованнями епохи бронзи (II тисячоліття до н. є.), скіфського і сарматського часів (IV ст. до н. е.- I ст. н. ери).
Селище виникло в середині XIX ст.
На фронтах Другої Світової війни билися з німецькими загарбниками 319 жителів Кам'яного Моста, 136 з них загинули, 117 — удостоєні нагород. Багато жителів села брало участь у русі опору, були членами молодіжної організації спротиву «Партизанська іскра». У 1975 р. в Кам'яному Мосту споруджені пам'ятники радянським воїнам.

## Економіка
На території Кам'яного Моста знаходяться завод сільськогосподарських машин, що випускає універсальний обпилювач ОШУ-50А (проектна потужність — 9 тис. обпилювачів в рік); хлібоприймальний пункт; тваринницька ферма великої рогатої худоби. В користуванні господарств села, 3094 га сільськогосподарських угідь, у тому числі 2799 га орних земель. Тут вирощують зернові культури, розвинене м'ясо-молочне тваринництво.

## Навчальні та культурні заклади
У Кам'яному Мосту є середня школа з інтернатом на 50 місць (32 вчителі і 368 учнів), будинок культури із залом на 200 місць, три бібліотеки з фондом 16,7 тис. книг. Діють два дитячі сади, на 60 і 45 місць, фельдшерсько-акушерський пункт. До послуг населення — 10 магазинів, кафе, їдальня, відділення Укрпошти та Ощадного банку України.

## Відомі люди
- Бондарюк Володимир Володимирович (1993—2020) — сержант ЗСУ, учасник російсько-української війни.

### Орденоносці села
За досягнення в праці 25 жителів селища удостоєні орденів і медалей Союзу РСР, у тому числі двох орденів Леніна — ланковий рільничої ланки В. М. Олійник, ордени Леніна — бригадир рільничої бригади Н. Є. Шаповал і ланковий рільничої ланки Т. Д. Цимбал, ордени Трудового Червоного Прапора — механізатори П. П. Безуля і Н. І. Клименко, А. Д. Денисюк, Л. Б. Чернієнко.